# دورده ووجادینوویچ

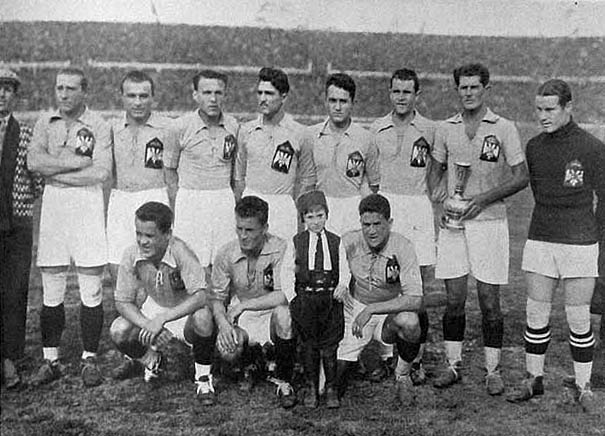
تیم ملی صربستان(در آن زمان یوگسلاوی)در اولین دوره مسابقات جام جهانی فیفا که در اوروگوئه برگزار شد و دورده ووجادینوویچ (نفر چهارم از سمت چپ به راست)در ام حضور داشت

دورده ووجادینوویچ (صربی: Đorđe Vujadinović؛ ۲۹ نوامبر ۱۹۰۹ – ۵ اکتبر ۱۹۹۰) یک بازیکن فوتبال اهل صربستان بود.